# Bija
Pour les articles homonymes, voir Bîja.
avant 1803 – 15 avril 1948
Entités précédentes :
- Raj britannique

Entités suivantes :
- Inde

Bija est un ancien États princiers des Indes, occupé par le Népal de 1803 à 1815.

## Dirigeants:Thâkur
- 1815 - 1817 : Man Chand
- 1817 - 1841 : Pratap Chand
- 1841 - 1905 : Udai Chand
- 1905 - 1947 : Puran Chand

## Gallery

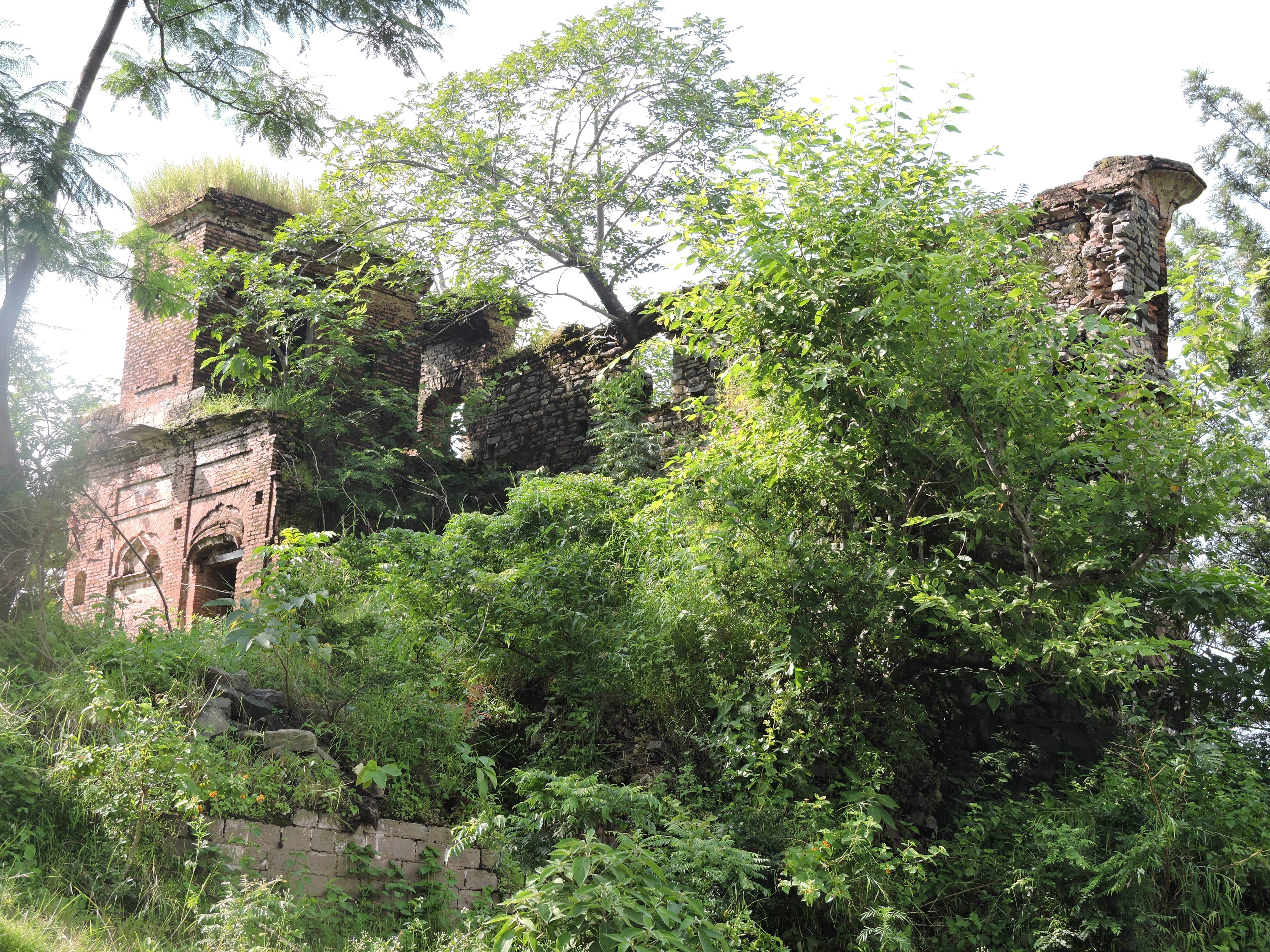
Ruines of fort of Beja State, Simla Hill States, Himachal Pradesh, India
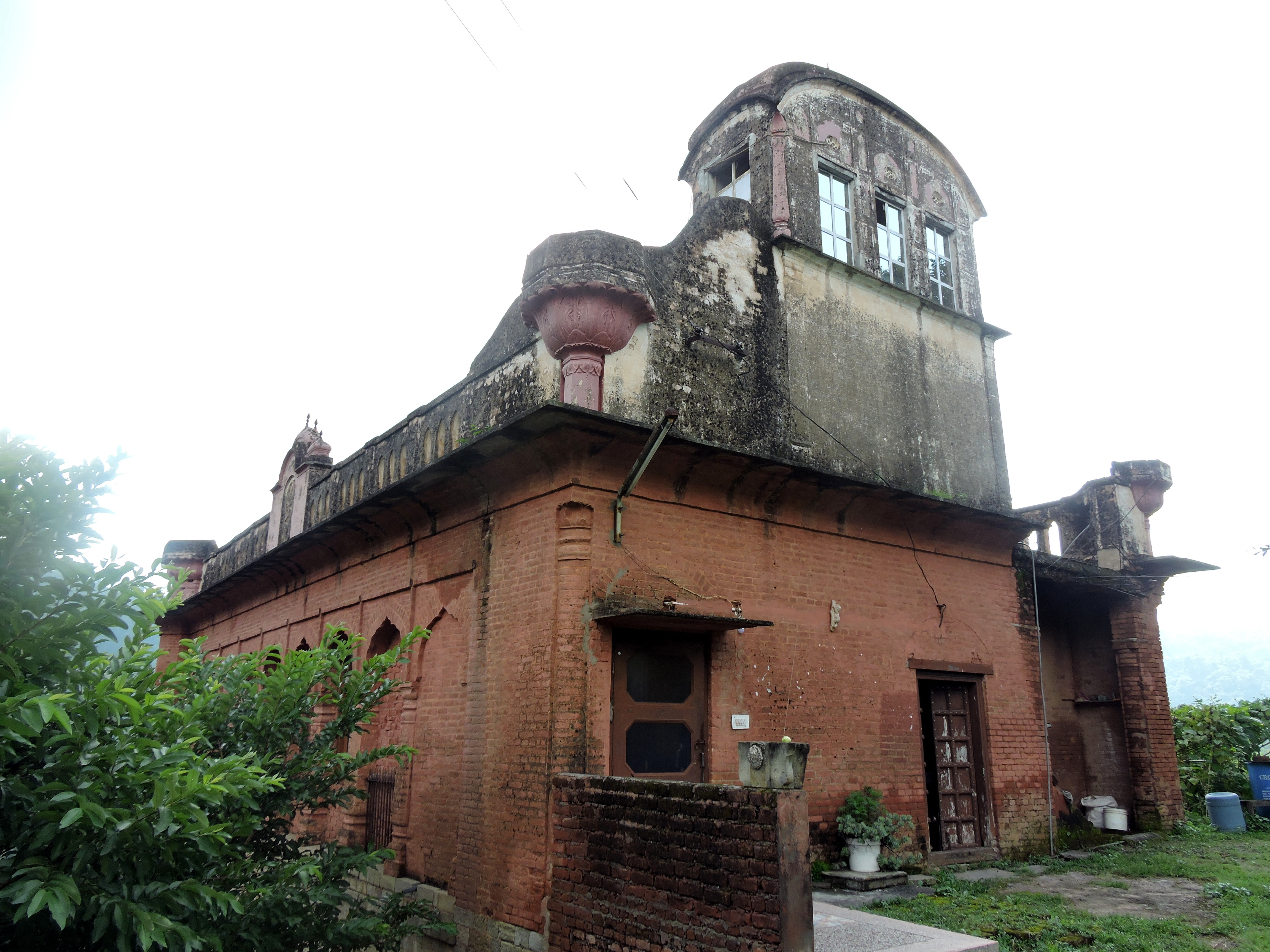
Fort of Beja Princely State, Simla Hill States, Himachal Pradesh, India
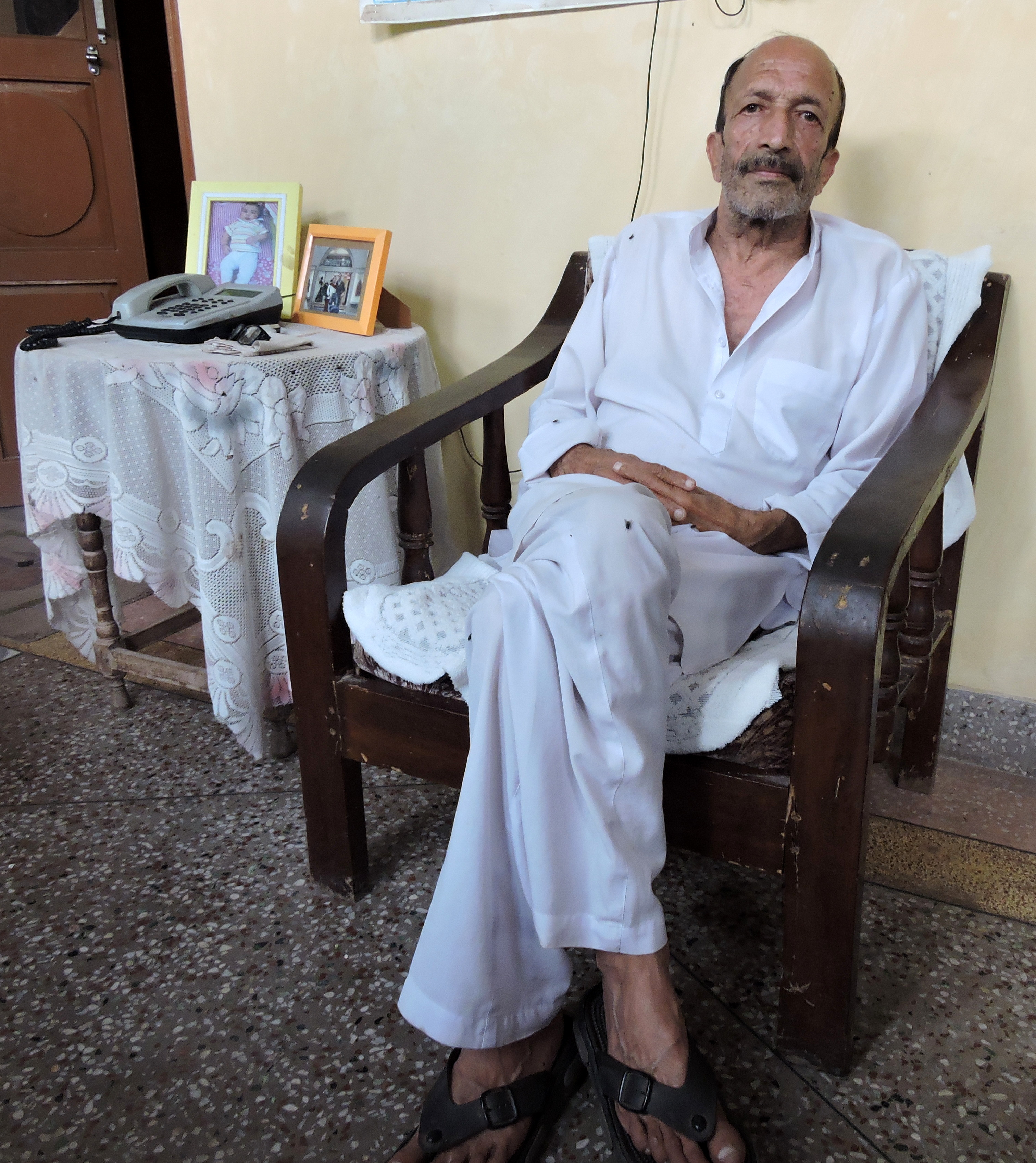
Sh. Vijay Chand,Son of Sh.Laxmi Chand, last king of Beja Princely State, Himachal Pradesh, India
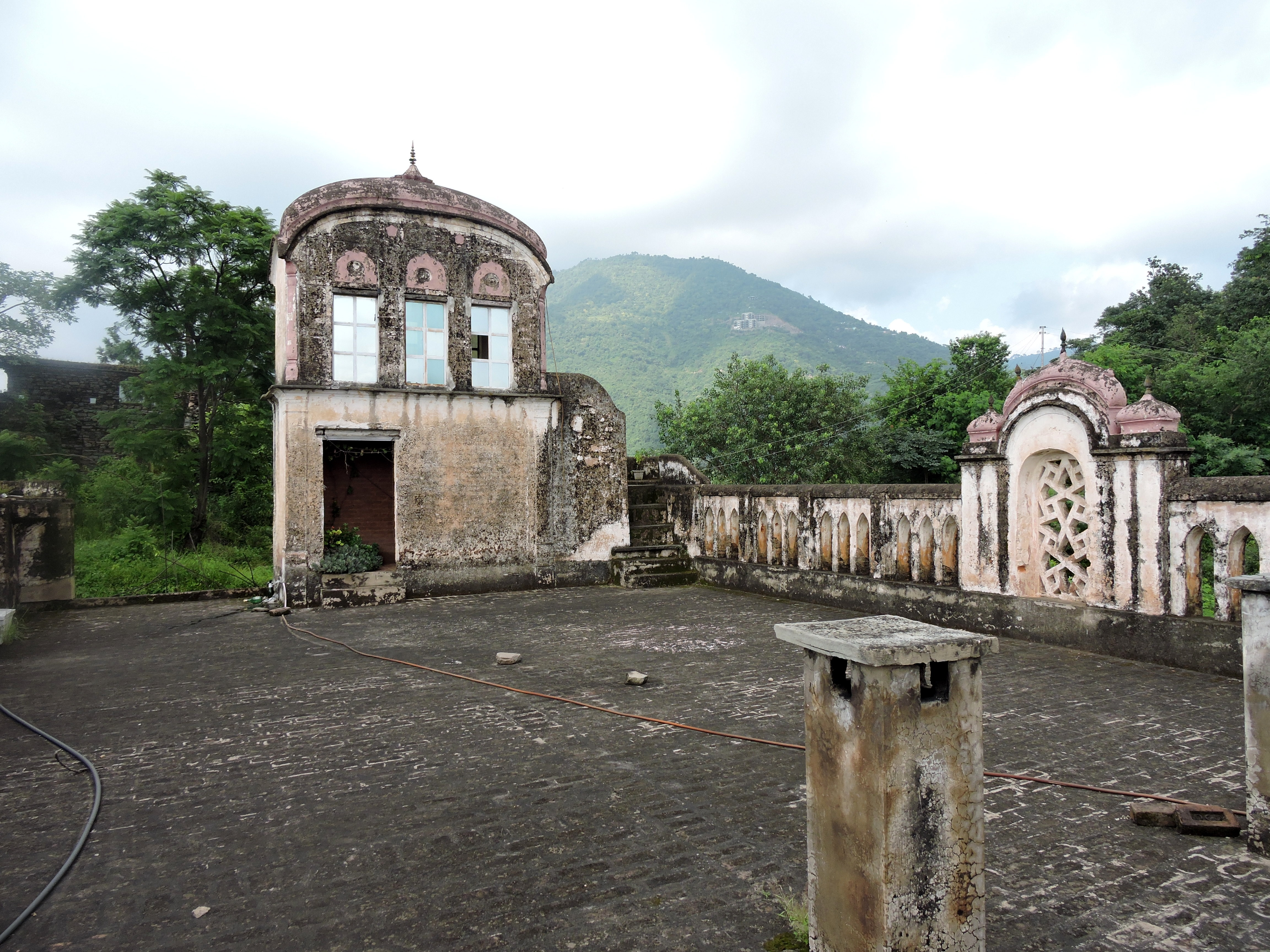
View from the roof of fort of Beja State part of Simla Hill States, Himachal Pradesh, India
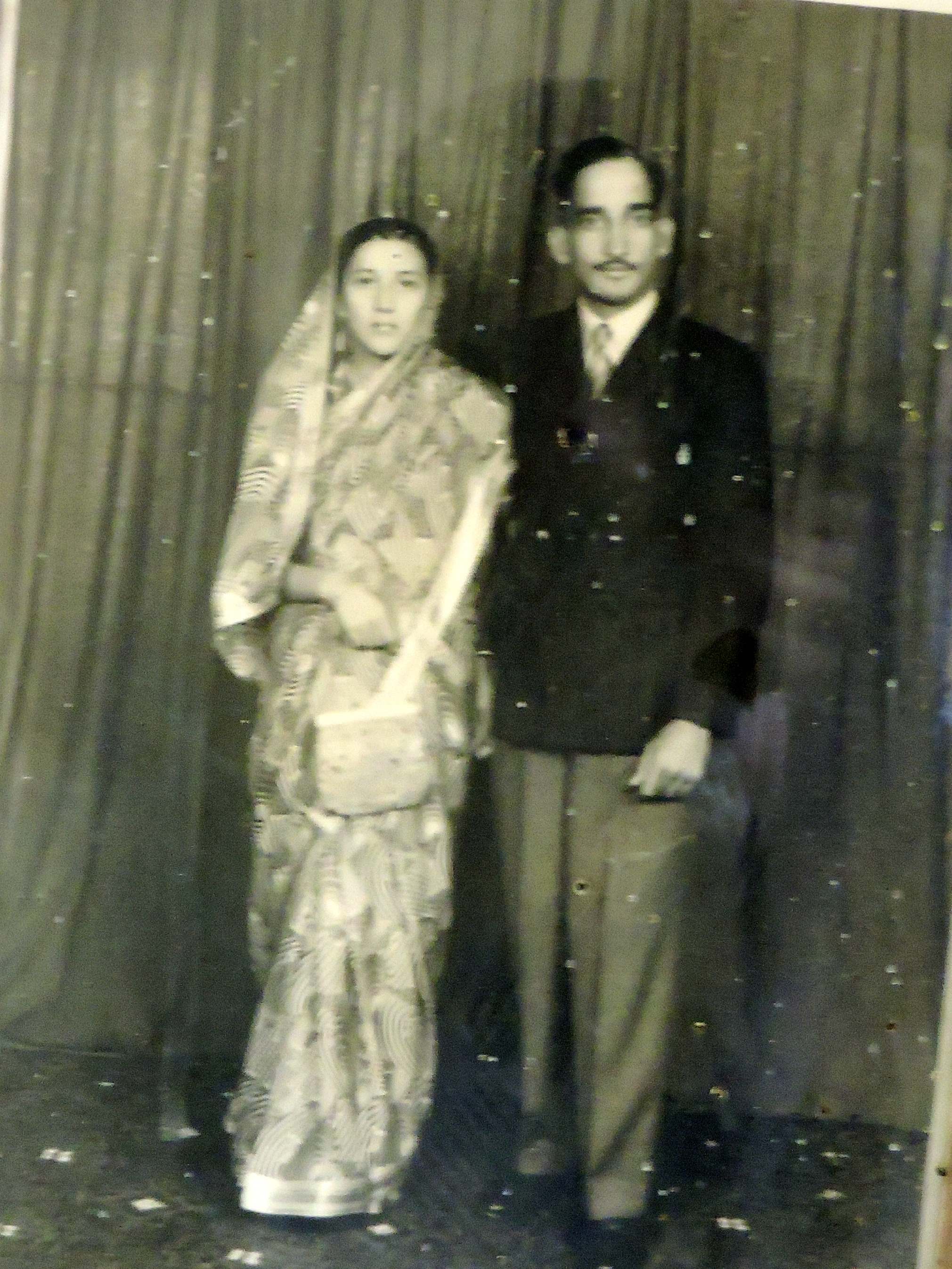
Sh. Laxmi Chand last emperor of Beja Hill State along with his wife, Himachal Pradesh, India